# Ефекат удовства
Ефекат удовства је појава повећане вероватноће да ће особа умрети у релативно кратком времену након што је дугогодишњи супружник умро. Може се назвати и "умирањем од сломљеног срца". Остати удовац, такође, повећава вероватноћу развоја тешких менталних поремећаја заједно са психичким и физичким болестима.

## Верске разлике
Студија Абела и Кругера из 2009. упоредила је вероватноћу смрти између католичких и јеврејских удовица, на основу гробова јеврејских и католичких парова на Средњем западу. Подаци сугеришу да је ефекат удовиштва био јачи код јеврејских парова него код католичких парова. Једна студија је доказала да су католичке жене у просеку живеле 11 година након смрти супружника, док су Јеврејке живеле девет и по година након смрти својих мужева. Слично, Јевреји су живели пет година након смрти својих жена, док су мушкарци католици живели око осам година након смрти својих жена.

## Здравствени ефекти

### Дијететски
Истраживање је показало да преживели супружници имају тенденцију да доживе значајан губитак тежине након смрти свог партнера. Сматрало се да су ове промене у тежини резултат разлика у уносу исхране пре и после смрти супружника. Данит Шахар и његове колеге су анкетирали 116 старијих особа како би пратили њихову тежину и навике у исхрани током лонгитудиналног истраживања. Половина учесника је била удовице, а друга половина неудовице. Студија је открила да је већа вероватноћа да ће удовице јести оброке саме него ожењене особе. Исхрана удоваца такође се састојала од више комерцијалне хране од њихових колега. Аутори су претпоставили да је овај губитак тежине резултат тога што учесници удовице нису нашли толико уживања у јелу као пре смрти својих супружника. Удовци су имали мањи апетит и као резултат тога, изгубили су на тежини током студије.

### Ментални
Смрт супружника може имати велики утицај на нечије ментално здравље. Сваки појединац може другачије да реагује на смрт свог супружника. Након смрти супружника, многе удовице су почеле да узимају више лекова на рецепт за проблеме менталног здравља. Ефекти менталног здравља се разликују код мушкараца и жена. Мушкарци могу постати депресивнији у удовству у поређењу са женама. Ожењени мушкарци такође пријављују већу стопу среће у браку која би могла бити драстично промењена након смрти партнера. И мушкарци и жене показују већу стопу депресије након смрти супружника, али стопе депресије код мушкараца имају тенденцију да буду веће него код жена.
Систематски преглед и метаанализа из 2021. коју су урадили Сингхам, Белл, Саундерс и Стот су известили да се значајни животни стресори, као што је губитак супружника, могу сматрати фактором ризика у когнитивном опадању.

### Такотсубо
Такотсубо кардиомиопатија, која се такође назива синдром сломљеног срца, расправља се у контексту великог физичког и емоционалног стреса, као што је случај када је неко остао удовац. Поред тога, емоционални стрес је дуго био повезан са инфарктом миокарда. У свом истраживању, Брен и Итерстад су известили о повећању смрти жена старих 55–64 године због срчаних обољења у првој недељи удовства у односу на удате жене старости 55–64 године (2016). Иако се такотсубо не сматра директним узроком смрти у овом тренутку, то је примећен феномен.

### Ефекти на друштвени живот
Старије удовице обично доживљавају промене у свом друштвеном животу пре и након смрти својих супружника. Студија коју су спровели Утз и колеге открила је да старије особе које су доживеле удовство проводе више времена са породицом и пријатељима од неудовских колега, на основу промена у начину живота које се дешавају код старијих парова. Иако су се удовице чешће дружиле са породицом и пријатељима, није била већа вероватноћа да посећују цркву или волонтирају од нетакнутих парова. Ова студија је такође открила да су здрави супружници били повучени док је њихов партнер био на самрти, али због мреже породице и пријатеља, преживели супружник је ушао у друштво као друштвенији него што је био пре смрти свог мужа или жене. Старије удовице су биле мање или више укључене у друштво у зависности од количине подршке коју су имале од породице и пријатеља. Примећено је да удовице које имају блиску и подржавајућу друштвену мрежу могу да се супротставе ефектима удовиштва тако што ће остати активне у својој друштвеној групи. Губитак супружника може имати дубок утицај на опште благостање особе, утичући на различите аспекте њеног живота. Ово може укључивати њихово психолошко, социјално, физичко, практично и економско благостање. Са свим овим аспектима удовца који је погођен, одржавање осећаја нормалности је важно како би се избегли симптоми слични депресији. Друштвена подршка, као и стварање нових трајних веза кроз друштвену интеракцију могу помоћи да процес жалости прође лакше за појединцекоја је доживела ефекат удовице.

### Урбане, руралне и расне варијације
Студија из 2015. коју су спровели Рајт и колеге открила је да постоји значајна разлика у урбано-руралним варијацијама у друштвеном окружењу, као иу здравственим исходима. Постоје докази да социјална подршка породице и пријатеља има боље здравствене исходе на стопе смртности. Истраживања су показала да порекло партнера утиче на ефекат удовиштва. Белци у ендогамним браковима имали су већи ризик од смртности који није био очигледан међу црнцима, за шта су аутори закључили да је последица високог нивоа породичне подршке старијима међу црним породицама у односу на беле породице. Штавише, студија је такође открила разлике у урбаним и руралним подручјима широм света. Открили су да су старији брачни парови у САД претрпели значајне ризике од смртности у поређењу са онима у Ирској где старији људи који живе у руралнијим областима добијају већу социјалну подршку од својих породица и живе са својом децом, док у САД старији људи живе у старачким домовима. Као резултат тога, стопе морталитета су веће у урбаним подручјима, а мање у руралним подручјима.
У студији коју су спровели Елверт и Кристакис, открили су да нема ефекта удовиштва у ендогамним браковима који укључују црне мушкарце или жене. Анализирајући овај налаз, они су предложили да би то могло бити зато што су црнци у могућности да прошире своју предност брачног преживљавања у удовство. Ово је вероватно зато што су црнци склони да имају ближе рођаке који ће им помоћи да се брину о њима, можда су самодовољнији од својих белих колега, а постоји и веће религиозно учешће црнаца које им може помоћи у духовној удобности. Утврђено је да белци имају „велики и трајни ефекат удовиштва“ јер не постоји репарација која би надокнадила предности преживљавања које им је брак дао, чак и ако су годинама били удовице.
Велика студија у Северној Ирској показала је да повећање ризика од смртности у раном периоду удовства има већи утицај у руралним и средњим областима у поређењу са урбаним областима. Познато је да се величина породице и друштвене мреже поклапа са физичким функционисањем; што већа друштвена група припада то боље физички функционишу. Стамбене области у близини зелених површина повезују се са повећањем физичке активности и смањеном смртношћу. Истраживачи су измерили вршни проток да би показали повећање или смањење физичког функционисања, а резултати сугеришу да ожењени субјекти имају већи вршни проток у поређењу са онима који су разведени или удовци.

### Могући узроци
Претпоставља се да је ефекат удовиштва некад и пука случајност која је резултат избора партнера са сличним здравственим ризицима. У недавној студији Боилеа и његових колега, закључено је да је повећана стопа смртности удовица узрокована смрћу њиховог супружника. Истраживачи у студији користили су податке из шкотске лонгитудиналне студије како би упоредили размере смрти код удовских мушкараца и жена. Мушки и женски субјекти су категорисани у различите групе у зависности од начина на који је њихов супружник умро. Резултати су пружили доказе који сугеришу узрочну везу између стопе морталитета и удовства.
У априлу 2016, Америчко удружење за срце објавило је чланак у вези са феноменом који се назива „синдром сломљеног срца“. Чини се да се овај синдром јавља када особа доживи огромну количину стреса у свом животу у кратком временском периоду. Поменути случајеви су укључивали како позитивне догађаје као што је добитак на лутрији, тако и негативне догађаје попут смрти супружника. Иако је синдром сломљеног срца погрешно дијагностикован као срчани удар, разлике између ова два феномена су јасне. Срчани удари су резултат зачепљења артерија, али синдром сломљеног срца је резултат хормонски изазваног повећања дела срца. Увећани регион срца је мање ефикасан у погледу пумпања крви, а региони срца нормалне величине су приморани да раде више као резултат.